# Максимовская (Черевковское сельское поселение)
Максимовская — деревня в Красноборском районе Архангельской области. Входит в состав Черевковского сельского поселения.

## География
Деревня находится в юго-восточной части Архангельской области, на левом берегу реки Северная Двина, на расстоянии примерно 44 км (по прямой) к северо-западу от села Красноборск, административного центра района.

### Часовой пояс
Деревня Максимовская, как и вся Архангельская область, находится в часовой зоне МСК (московское время). Смещение применяемого времени относительно UTC составляет +3:00.

## История
В 1859 году в деревне Сольвычегодского уезда Вологодской губернии насчитывалось 7 дворов и проживало 34 человека.

## Население
| 2002 | 2010 |
| ---- | ---- |
| 11   | ↘5   |

### Национальный состав
Согласно результатам переписи 2002 года, в национальной структуре населения русские составляли 100 % из 8 чел.